# Nycteris major
Nycteris major је сисар из реда слепих мишева и породице Nycteridae. 

## Распрострањење
Врста је присутна у ДР Конгу, Замбији, Камеруну, Либерији, Обали Слоноваче и Централноафричкој Републици.

## Станиште
Врста Nycteris major има станиште на копну.

## Угроженост
Подаци о распрострањености ове врсте су недовољни.

### Популациони тренд
Популациони тренд је за ову врсту непознат.